# Novacijan, protupapa
Protupapa Novacijan, katolički protupapa od 251. do 258. godine. 